# 第2回全国障害者スポーツ大会
第2回全国障害者スポーツ大会（だい2かいぜんこくしょうがいしゃすスポーツたいかい）は2002年11月9日から11月11日まで開催された。愛称は、「よさこいピック高知」。よさこい祭りとパラリンピックをもじって命名されたという。

## ハイライト
- 開会式は春野運動公園陸上競技場で行われ、炬火が2週間ぶりに灯された。
- 閉会式ではジャズピアニストの綾戸智絵とともにフィナーレを飾った。